# Église Notre-Dame de Diest
L'église Notre-Dame (Onze-Lieve-Vrouwkerk en néerlandais) est une église de style gothique située sur le territoire de la ville belge de Diest, dans la province du Brabant flamand.

## Historique
L'église est classée comme monument historique depuis le 25 mars 1938 et figure à l'Inventaire du patrimoine immobilier de la Région flamande sous la référence 41614.